# ATP Challenger Columbus
Das ATP Challenger Columbus (offizieller Name: Columbus Challenger) ist ein Tennisturnier in Columbus, das 2015 zum ersten Mal ausgetragen wurde. Es ist Teil der ATP Challenger Tour und wird in der Halle auf Hartplatz ausgetragen.

## Liste der Sieger

### Einzel
| Jahr     | Sieger                | Finalgegner       | Ergebnis        |
| -------- | --------------------- | ----------------- | --------------- |
| 2024     | Naoki Nakagawa        | James Trotter     | 7:68, 5:7, 7:65 |
| 2023     | Denis Kudla           | Alexis Galarneau  | 6:2, 6:1        |
| 2022 (2) | Jordan Thompson       | Emilio Gómez      | 7:66, 6:2       |
| 2022 (1) | Yoshihito Nishioka    | Dominic Stricker  | 6:2, 6:4        |
| 2021     | Stefan Kozlov         | Max Purcell       | 4:6, 6:2, 6:4   |
| 2020     | J. J. Wolf (2)        | Denis Istomin     | 6:4, 6:2        |
| 2019 (3) | Peter Polansky        | J. J. Wolf        | 6:3, 7:64       |
| 2019 (2) | Mikael Torpegaard (2) | Nam Ji-sung       | 6:1, 7:5        |
| 2019 (1) | J. J. Wolf (1)        | Mikael Torpegaard | 6:74, 6:3, 6:4  |
| 2018     | Michael Mmoh          | Jordan Thompson   | 6:3, 7:64       |
| 2017     | Ante Pavić            | Alexander Ward    | 6:711, 6:4, 6:3 |
| 2016     | Mikael Torpegaard (1) | Benjamin Becker   | 6:4, 1:6, 6:2   |
| 2015     | Dennis Novikov        | Ryan Harrison     | 6:4, 3:6, 6:3   |

### Doppel
| Jahr     | Sieger                              | Finalgegner                       | Ergebnis           |
| -------- | ----------------------------------- | --------------------------------- | ------------------ |
| 2024     | Hans Hach Verdugo James Trotter (2) | Christian Harrison Ethan Quinn    | 6:4, 6:76, [11:9]  |
| 2023     | Robert Cash James Trotter (1)       | Guido Andreozzi Hans Hach Verdugo | 6:4, 2:6, [10:7]   |
| 2022 (2) | Julian Cash Henry Patten            | Charles Broom Constantin Frantzen | 6:2, 7:5           |
| 2022 (1) | Tennys Sandgren Mikael Torpegaard   | Luca Margaroli Yasutaka Uchiyama  | 5:7, 6:4, [10:5]   |
| 2021     | Stefan Kozlov Peter Polansky (2)    | Andrew Lutschaunig James Trotter  | 7:5, 7:65          |
| 2020     | Treat Huey Nathaniel Lammons        | Lloyd Glasspool Alex Lawson       | 7:63, 7:64         |
| 2019 (3) | Martin Redlicki Jackson Withrow (2) | Nathan Pasha Max Schnur           | 6:4, 7:64          |
| 2019 (2) | Roberto Maytín Jackson Withrow (1)  | Hans Hach Verdugo Donald Young    | 6:74, 7:62, [10:5] |
| 2019 (1) | Maxime Cressy Bernardo Saraiva      | Robert Galloway Nathaniel Lammons | 7:5, 7:63          |
| 2018     | Tommy Paul Peter Polansky (1)       | Gonzalo Escobar Roberto Quiroz    | 6:3, 6:3           |
| 2017     | Dominik Koepfer Denis Kudla         | Luke Bambridge David O’Hare       | 7:66, 7:63         |
| 2016     | Miķelis Lībietis Dennis Novikov     | Philip Bester Peter Polansky      | 7:5, 7:64          |
| 2015     | Chase Buchanan Blaž Rola            | Mitchell Krueger Eric Quigley     | 6:4, 4:6, [19:17]  |